# 佩里县 (亚拉巴马州)
佩里县（英語：Perry County）是位于美国亚拉巴马州中部的一个县，县治马里昂。根据美国人口调查局2000年统计，共有人口11,861，其中白人占30.86%、非裔美国人占68.38%。